# Jennifer Botterill
Jennifer Lori Botterill, OM (* 1. Mai 1979 in Winnipeg, Manitoba) ist eine ehemalige kanadische Eishockeyspielerin. In ihrer Karriere wurde sie zweimal Olympiasiegerin und fünfmal Weltmeisterin mit der kanadischen Nationalmannschaft. Seit 2025 ist sie Mitglied der Hockey Hall of Fame.

## Karriere

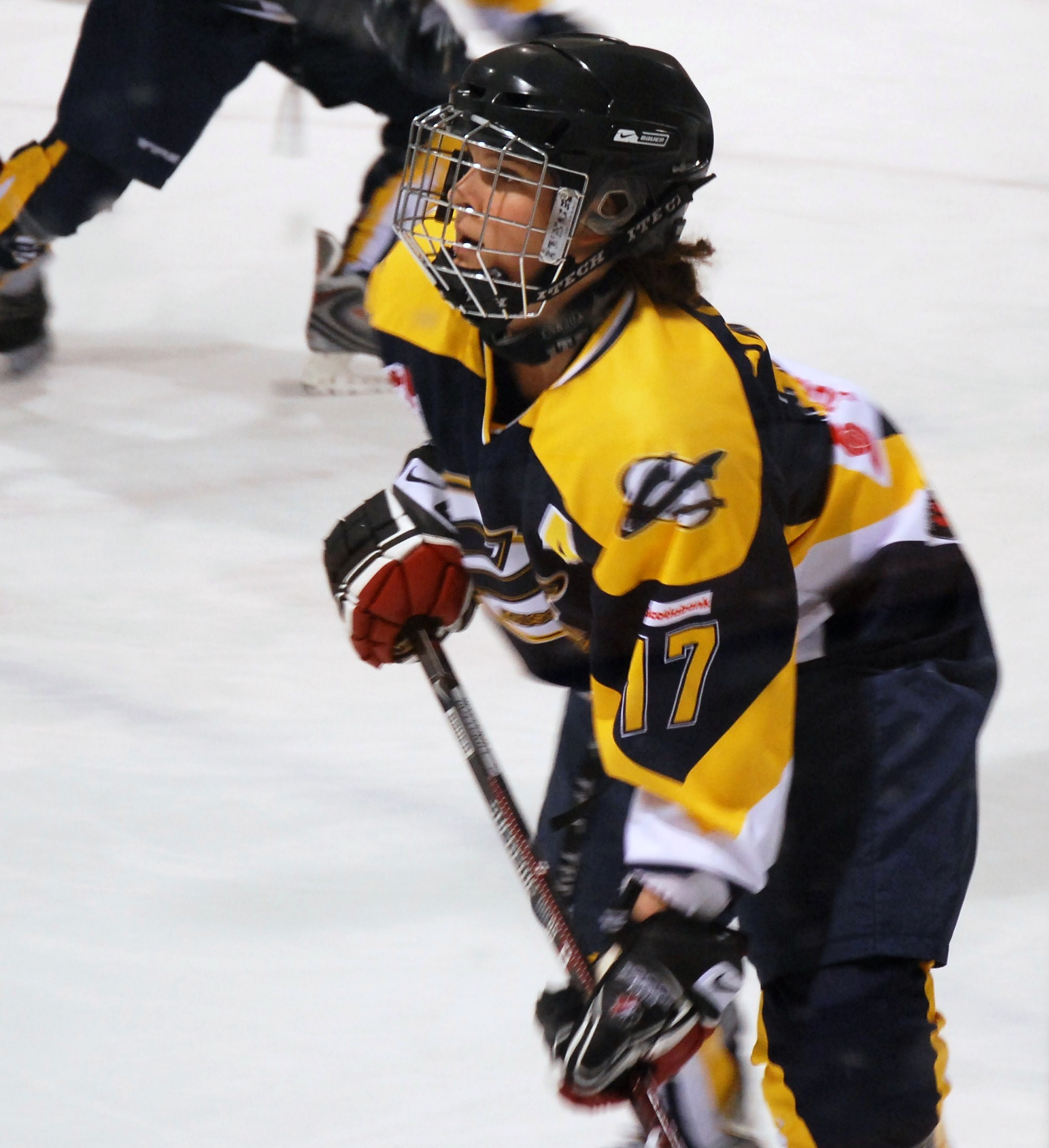
Botterill im Trikot der Mississauga Chiefs (2009)

Botterill besuchte in ihrer Jugend die National Sport School im kanadischen Calgary, die sportlich herausragende Jugendliche fördert. Im Alter von 18 Jahren wurde sie dann ins kanadische Damen-Nationalteam für die Olympischen Winterspiele 1998 in Nagano berufen, wo sie als jüngste kanadische Athletin der Spiele die Silbermedaille gewinnen konnte. In der Folge fügte sie ihrer Medaillensammlung zwei olympische Goldmedaillen hinzu sowie fünf Weltmeister- und einen Vizeweltmeistertitel. Zweimal wurde sie zum Most Valuable Player einer Weltmeisterschaft gewählt.
Insgesamt absolvierte sie 184 Spiele im kanadischen Nationaltrikot, in denen sie 65 Tore und 109 Torvorlagen erzielte.
Nach ihrem Abschluss an der National Sport School begann die Kanadierin 1998 ihr Studium an der Harvard University. Dort spielte sie bis 2003 für das Universitätsteam in der National Collegiate Athletic Association (NCAA) und gewann in den Jahren 2001 und 2003 jeweils den Patty Kazmaier Memorial Award, der die beste College-Spielerin der Saison auszeichnet. Keine andere Spielerin konnte diesen Titel zweimal in ihrer Karriere erringen. In ihrer Collegezeit punktete sie in 106 von 107 Spielen, die sie bestritt, darunter eine Serie von 80 aufeinanderfolgenden Spielen, die einen gültigen NCAA-Rekord darstellen. Insgesamt erzielte sie 149 Tore und bereitete 170 vor.
Zwischen 2006 und 2011 spielte sie für die Mississauga Aeros/Chiefs und Toronto Aeros in der National Women’s Hockey League und Canadian Women’s Hockey League, beides semi-professionelle Fraueneishockeyligen in Kanada, ehe sie ihre Karriere beendete.
Im Jahre 2025 wurde sie mit der Aufnahme in die Hockey Hall of Fame geehrt.

## Erfolge und Auszeichnungen
| - 2001 Patty Kazmaier Memorial Award - 2001 Manitobas Athletin des Jahres - 2003 Patty Kazmaier Memorial Award - 2005 NWHL-Champions-Cup-Gewinn mit den Toronto Aeros | - 2006 Order of Manitoba - 2008 Angela James Bowl - 2008 CWHL Offensive Player of the Year - 2009 CWHL First All-Star Team |

### International
| - 1998 Silbermedaille bei den Olympischen Winterspielen - 1999 Goldmedaille bei der Weltmeisterschaft - 2000 Goldmedaille bei der Weltmeisterschaft - 2001 Goldmedaille bei der Weltmeisterschaft - 2001 Beste Torschützin der Weltmeisterschaft - 2001 Beste Stürmerin der Weltmeisterschaft - 2001 Wertvollste Spielerin der Weltmeisterschaft - 2002 Goldmedaille bei den Olympischen Winterspielen - 2004 Goldmedaille bei der Weltmeisterschaft - 2004 Topscorerin der Weltmeisterschaft - 2004 Beste Vorlagengeberin der Weltmeisterschaft | - 2004 Wertvollste Spielerin der Weltmeisterschaft - 2004 All-Star-Team der Weltmeisterschaft - 2005 Silbermedaille bei der Weltmeisterschaft - 2005 Beste Vorlagengeberin der Weltmeisterschaft (gemeinsam mit Caroline Ouellette) - 2006 Goldmedaille bei den Olympischen Winterspielen - 2007 Goldmedaille bei der Weltmeisterschaft - 2008 Silbermedaille bei der Weltmeisterschaft - 2009 Silbermedaille bei der Weltmeisterschaft - 2010 Goldmedaille bei den Olympischen Winterspielen - 2025 Aufnahme in die Hockey Hall of Fame |

## Familie
Ihre Mutter Doreen Botterill vertrat Kanada bei den Olympischen Winterspielen 1964 in Innsbruck und 1968 in Grenoble im Eisschnelllauf und wurde – ebenso wie ihre Tochter viele Jahre später – im Jahr 1965 als Manitobas Athletin des Jahres ausgezeichnet. Ihr Vater Cal Botterill arbeitet als renommierter Sportpsychologe an der University of Winnipeg. Ihr Bruder Jason, ein ehemaliger Eishockeyspieler, bestritt zwischen 1997 und 2004 88 Spiele in der National Hockey League und gewann drei Junioren-Weltmeistertitel.
Botterill ist Athletenbotschafterin der Entwicklungshilfeorganisation Right to Play.